# Anatoli Bogdanov (football)
Pour les articles homonymes, voir Anatoli Bogdanov et Bogdanov.
Anatoli Valentinovitch Bogdanov, né le 7 juin 1981, est un footballeur russe naturalisé kazakh ayant évolué au poste de milieu de terrain .

## Biographie
Anatoli Bogdanov joue deux matchs en Ligue des champions avec le club du Tobol Kostanaï en 2011.